# Nicola Venchiarutti
Nicola Venchiarutti (Tolmezzo, 7 de octubre de 1998) es un ciclista italiano.

## Palmarés
2019
- La Popolarissima
- 1 etapa del Giro Ciclistico d'Italia
- Ruota d'Oro

## Resultados en Grandes Vueltas
| Carrera | Carrera         | 2019 | 2020 | 2021  | 2022 | 2023 |
| ------- | --------------- | ---- | ---- | ----- | ---- | ---- |
|         | Giro de Italia  | —    | —    | 132.º | ―    | —    |
|         | Tour de Francia | —    | —    | —     | ―    | —    |
|         | Vuelta a España | —    | —    | ―     | —    | —    |

—: no participa
Ab.: abandono

## Equipos
- Cycling Team Friuli (2019)
- Androni Giocattoli-Sidermec (stagiaire) (08.2019-12.2019)
- Androni Giocattoli-Sidermec (2020-2021)
- Work Service Vitalcare (2022-2023)
  - Work Service Vitalcare Vega (2022)
  - Work Service-Vitalcare-Dynatek (2023)